# 멘리헨
멘리헨(Männlichen)은 베른주 내에 위치한 스위스 알프스에 있는 2,343m의 산이다.
벵엔-멘리헨 공중 케이블카로 벵엔에서 또는 그린델발트-멘리헨 곤돌라 케이블카 (GM)를 사용하여 2019년 12월 새로 만든 그린델발트 터미널역에서 도달할 수 있다. 그런 다음 정상까지 도보로 15분이 소요된다. 라우터브루넨 계곡의 인기 있는 전망대이자 등산객과 스키어들에게 인기 있는 출발지이다.